# Martin Sheen
Martin Sheen (Dayton, Ohio, 3. kolovoza 1940.) američki je glumac španjolsko-irskog porijekla (rođen je kao Ramón Gerardo Antonio Estévez), vjerojatno najpoznatiji po ulogama kapetana Willarda u Apokalipsi danas i zadnjih par godina su ga gledatelji televizije u Hrvatskoj mogli gledati kao predsjednika Josiaha Bartleta u seriji Zapadno krilo.

## Nepotpuna filmografija
- "Kvaka 22" (Catch-22 - 1970.)
- "Bijes" (Rage - 1972.)
- "Pustara" (Badlands - 1973.)
- "Kasandrin most" (The Cassandra Crossing - 1976.)
- "Apokalipsa danas" (Apocalypse Now - 1979.)
- "Gandhi" (1982.)
- "Mrtva zona" (The Dead Zone - 1983.)
- "Muškarac, žena i dijete" (Man, Woman and Child - 1983.)
- "Wall Street" (1987.)
- "Gospa" (1995.)
- "Uhvati me ako možeš" (Catch Me If You Can - 2002.)
- "Pokojni" (The Departed - 2006.)
- "Zapadno krilo" (The West Wing - (od 1999. do danas))
- "Konačno odbrojavanje"
- "Put" (The Way - 2010.)

## Vanjske poveznice
- Martin Sheen u internetskoj bazi filmova IMDb-u (engl.)